# Lago di Pramollo
Il Lago di Pramollo è un piccolo lago alpino, in Friuli-Venezia Giulia, situato nelle Alpi Carniche orientali a 1.530 m s.l.m., nei pressi del Passo di Pramollo, all'interno del territorio del comune di Pontebba: poco oltre il lago nei pressi del passo è situato il confine di Stato tra Italia e Austria.